# Le Dompteur de l'Arizona
Pour les articles homonymes, voir Smoky.
Pour plus de détails, voir Fiche technique et Distribution.
Le Dompteur de l'Arizona (Smoky) est un film américain réalisé par George Sherman, sorti en 1966. Il s'agit d'une adaptation du roman Smoky de Will James, déjà adapté en 1946 sous le titre : Smoky.

## Fiche technique
- Titre original : Smoky
- Titre français : Le Dompteur de l'Arizona
- Réalisation : George Sherman
- Scénario : Harold Medford, Dorothy Yost, Dwight Cummins et Lillie Hayward d'après le roman Smoky de Will James
- Direction artistique : John M. Elliott et Jack Martin Smith
- Photographie : Jack Swain
- Montage : Joseph Silver
- Musique : Leith Stevens
- Pays de production : États-Unis
- Format : 1,85:1
- Genre : western
- Durée : 103 minutes
- Date de sortie : 1966

## Distribution
- Fess Parker : Clint Barkley
- Diana Hyland : Julie Richards
- Katy Jurado : Maria
- Hoyt Axton : Fred Denton
- Robert J. Wilke : Jeff Nicks
- Armando Silvestre : Gordon
- Jorge Martínez de Hoyos : Pepe
- Ted White : Abbott
- Chuck Roberson : Chuck